# 파키스탄의 로마 가톨릭 교구 목록
파키스탄의 로마 가톨릭 교구는 2개 관구에 2개 관구장좌 대교구와 5개 교구가  속하며 교황직속 준교구로 1개 대목구가 있다

## 교구

### 카라치 관구(Province of Karachi)
- 카라치 관구장좌 대교구( Archdiocese of Karachi)
  - 파키스탄의 하이더라바드 교구( Diocese of Hyderabad in Pakistan)

### 라호르 관구(Province of Lahore)
- 라호르 관구장좌 대교구( Archdiocese of Lahore)
  - 파이살라바드 교구( Diocese of Faisalabad)
  - 이슬라마바드-라발핀디 교구( Diocese of Islamabad-Rawalpindi)
  - 물탄 교구( Diocese of Multan)

### 교황 직속 준교구
- 퀘타 대목구(Apostolic Vicariate of Quetta)

## 같이 보기
- 파키스탄의 기독교